# Bandon (Irlandia)
Bandon (irl. Droichead na Bandan) – miasto w hrabstwie Cork w Irlandii. Miasto jest położone nad rzeką Bandon.